# Gaz (ort)
Gaz (persiska: گز) är en ort i Iran.   Den ligger i provinsen Esfahan, i den centrala delen av landet, 300 km söder om huvudstaden Teheran. Gaz ligger 1 581 meter över havet och antalet invånare är 20 432.
Terrängen runt Gaz är en högslätt.Runt Gaz är det tätbefolkat, med 276 invånare per kvadratkilometer. Närmaste större samhälle är Esfahan, 17,6 km söder om Gaz. Trakten runt Gaz är ofruktbar med lite eller ingen växtlighet.